# Croix de Henri le Lion
La croix de Henri le Lion est une staurothèque en forme de croix-reliquaire fabriquée dans les années 1180 et supposée contenir une relique de la Vraie Croix rapportée de croisade par Henri le Lion. Bien que tardive, elle s’inscrit pleinement dans la tradition ottonienne des croix-reliquaires richement ornées de pierreries. Elle est exposée  au musée de la cathédrale de Hildesheim.

## Description
Le reliquaire a la forme d’une croix potencée posée sur un socle, sa hauteur totale étant de 68,5 cm pour 32,5 cm d’envergure. Bien que l’âme de la croix soit en bois, celui-ci n’est pas visible, l’ensemble de la surface étant couvert de plaques d’argent doré, elles-mêmes entièrement recouvertes de motifs de palmettes en repoussé et de filigrane d’or. Ces techniques et les motifs utilisés sont d’habitude plutôt caractéristiques de l’art carolingien ou ottonien et constituent ici un archaïsme.
Sur l’avers, les bordures sont soulignées d’une profusion de gemmes, de petit cristaux de roche et d’intailles du Bas-Empire romain, tandis qu’au centre de l’extrémité de chaque bras se trouve un grand cristal de roche. Outre le réemploi évident des intailles, certaines gemmes sont également de la récupération, comme le montrent les trous dont elles sont percés, signe qu’elles proviennent de bracelets ou de colliers. Le crucifix soudé sur la branche inférieure est un ajout postérieur, probablement du XVIe siècle. Au centre de la croix, un compartiment au couvercle de verre contient la relique, deux petits morceaux de bois assemblés en croix et posés sur un tissu rouge, ce dernier n’étant toutefois pas d’origine. Le revers est orné au centre d’un grand médaillon représentant le Christ bénissant et à l’extrémité de chaque branche d’un médaillon décoré d’un ange.

## Historique

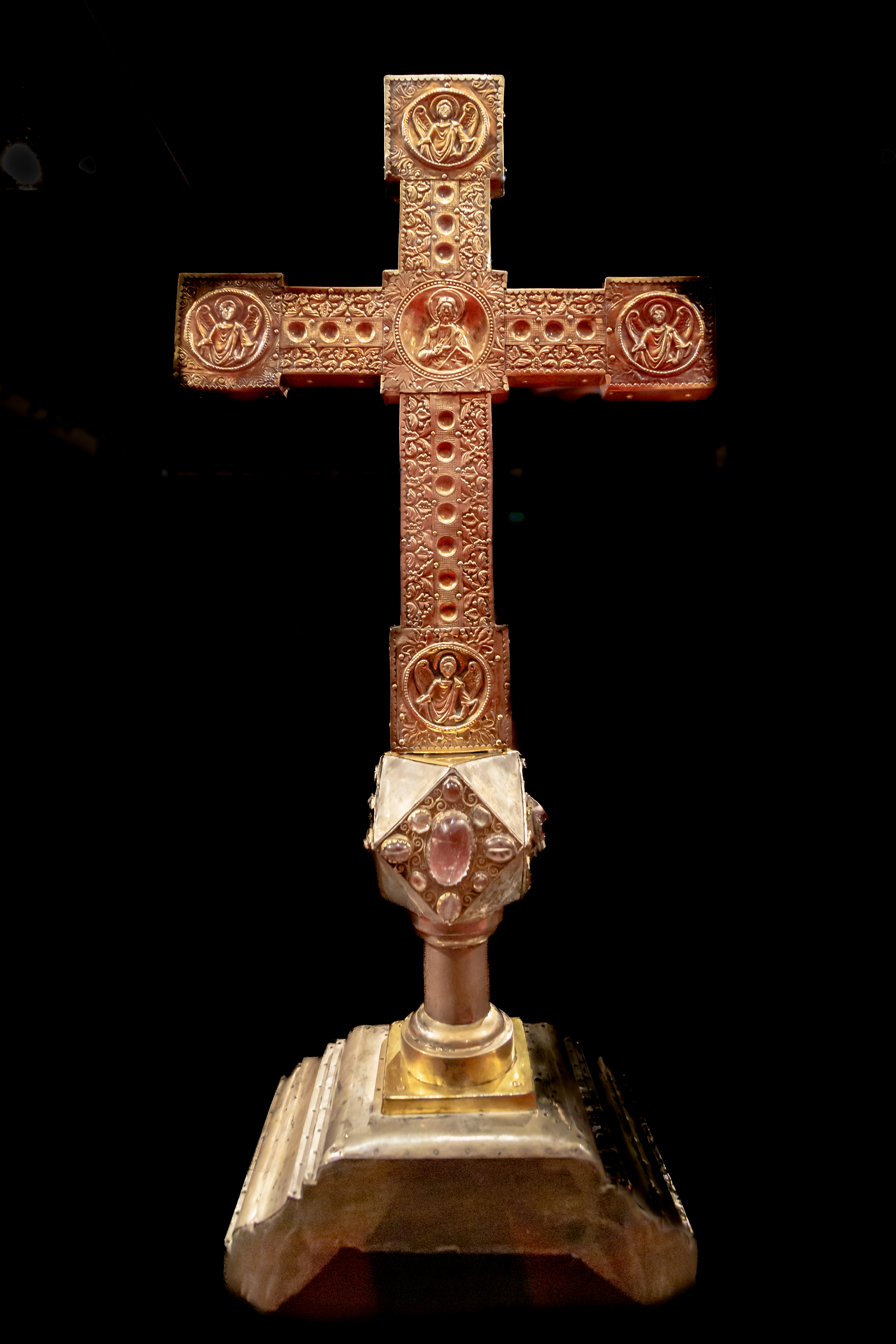
Vue du revers avec le socle.

D’après la légende, Henri le Lion aurait ramené à son retour de croisade en 1173 des fragments de la Vraie Croix qu’il aurait fait sertir dans cette croix. Il n’existe toutefois aucun document pour appuyer cette assertion, qui n’apparaît qu’au XIXe siècle.
D’après ses caractéristiques stylistiques, la croix a été réalisée dans les années 1180. Sa destination d’alors est inconnue : bien qu’elle se soit trouvée dans le trésor de la cathédrale de Hildesheim au XVIIIe siècle, elle ne figure pas sur l’inventaire de 1546 et provient donc peut-être d’un autre édifice. À l’instar des autres pièces anciennes remarquables du trésor, elle est désormais exposée au musée de la cathédrale de Hildesheim.